# Église Saint-Denis de Deux-Chaises
L'église Saint-Denis est une église catholique située à Deux-Chaises (Allier), en France.

## Localisation
L'église est située au centre du bourg, au carrefour de la rue principale (rue Jean-Charles Varennes) et de la route D 231 (rue des Tilleuls) qui dessert le nord de la commune, en direction de Treban. Sur la petite place située au sud de l'église, entre celle-ci et le carrefour, se trouve le monument aux morts ; une croix de mission est adossée au flanc sud de l'église.

## Historique
La paroisse de Deux-Chaises dépendait de l'abbaye de Saint-Denis, d'où le vocable de l'église.
L'église actuelle est une église romane remontant au XIIe siècle.
L'édifice est classé au titre des monuments historiques en 1943.